# Калистога
Калистога (англ.  Calistoga) — город в округе  Напа в штате Калифорния США.

## Описание
Находится в западной Калифорнии. Расположенный к северо-востоку от Санта-Розы, Калистога находится недалеко от начала долины Напа, в 130 км к северу от Сан-Франциско. Расположенный в районе природных гейзеров с горячей водой и минеральных и грязевых источников, он был основан в 1859 году как оздоровительный курорт Сэмом Бреннаном. Город предположительно получил свое название из-за рекламного оборота языка его основателя (он, как сообщается, сказал «Калистога из Сарафорнии» вместо «Саратога из Калифорнии»).
Городской «Старый верный гейзер Калифорнии», который выбрасывает горячую воду на высоту 20 метров в воздух, извергается регулярно каждые 30 минут. Летом 1880 года писатель Роберт Льюис Стивенсон и его жена Фанни Вандегрифт Осборн провели медовый месяц недалеко от заброшенного серебряного рудника в окрестностях горы Св. Елены, которая находится в 13 км к северо-востоку; там он подготовил заметки для «Сквоттеров Сильверадо» (1883 г.). Его пребывание увековечено памятником в том, что сейчас является Государственным парком Роберта Льюиса Стивенсона. Неподалеку находятся окаменевший лес с гигантскими окаменелостями секвойи и Государственный парк долины Боте-Напа. Калистога процветала как популярный курорт и развивала важную винодельческую промышленность, включающую несколько виноградников. Продажа вод Calistoga Brand (газированная минеральная и горная родниковая) также имеет экономическое значение. История этого района сохраняется в Музее Шарпстина. Таун с 1886 года; сити с 1937 года. Население в 2000 году — 5190; в 2010 году — 5155.

## Население
| 2010 | 2020  |
| ---- | ----- |
| 5155 | ↗5228 |